# Arnaud Beauville
Pour les articles homonymes, voir Beauville.
Arnaud Beauville, né le 10 mai 1947 à Paris, est un mathématicien français .

## Biographie
C'est un spécialiste de géométrie algébrique. Il effectue son doctorat à l'université Paris-Diderot sous la direction de Jean-Louis Verdier en 1977.
Il est élève de l'École normale supérieure de 1966 à 1970, puis est attaché de recherches à l'université Paris-Sud 11. Après sa thèse il est nommé professeur à l'université d'Angers en 1977, puis à l'université Paris-Sud 11 en 1982. De 1995 à 2000 il est directeur du département de mathématiques de l'École normale supérieure. Depuis 2000 il est professeur à l'université Nice-Sophia-Antipolis (émérite depuis 2008) où il travaille dans le laboratoire J.A. Dieudonné qui dépend du CNRS.
Il a eu de nombreux doctorants, dont Claire Voisin, Olivier Debarre et Yves Laszlo.

## Prix et distinctions
- Cours Peccot (Collège de France), 1977
- Conférencier invité  au Congrès international des mathématiciens, Berkeley, 1986
- Prix du rayonnement français, 1995
- Prix Servant (grand prix de l'Académie des Sciences), 2001
- Membre (senior) de l'Institut universitaire de France (2001-2011)[1]
- "Fellow" de l'American Mathematical Society (depuis 2012)
- Prix Ampère (grand prix de l'Académie des Sciences), 2013
- Membre de l'Academia Europaea (depuis 2016)